# 沃镇 (摩泽尔省)
沃村（法語：Vaux，法語發音：[vo] ⓘ）是法国摩泽尔省的一个市镇，属于梅斯区。

## 地理
沃村（49°5'36"N, 6°4'49"E）面积6.63 平方千米，位于法国大東部大區摩泽尔省，该省份为法国东北部内陆省份，是洛林的一部分，西南接默尔特-摩泽尔省，东临下莱茵省，北与卢森堡和德国接壤。
与沃村接壤的市镇（或旧市镇、城区）包括：摩泽尔河畔阿尔斯、格拉沃洛特、茹伊欧萨什、瑞西、穆兰莱梅斯。
沃村的时区为UTC+01:00、UTC+02:00（夏令时）。

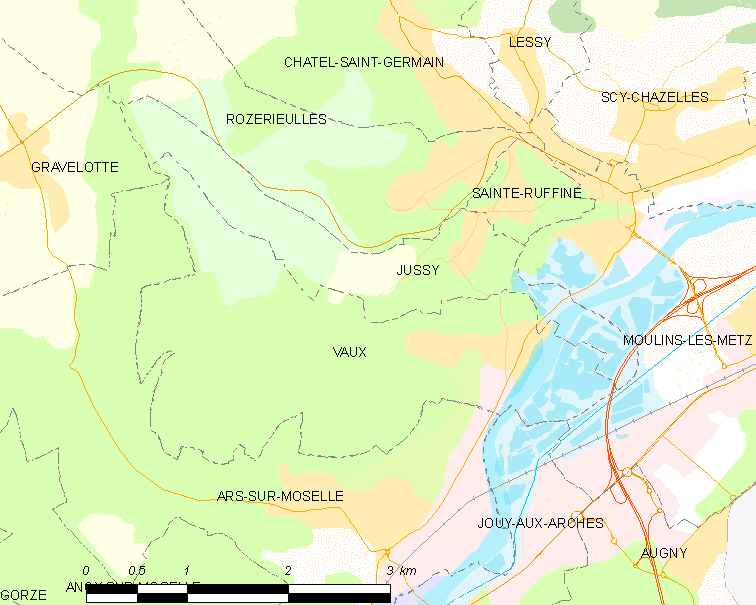
沃村的OSM定位图

## 行政
沃村的邮政编码为57130，INSEE市镇编码为57701。

## 政治
沃村所属的省级选区为摩泽尔山坡县。

## 人口

1962-2008年间沃村人口变化图示

沃村于2022年1月1日时的人口数量为786人。